# Anthony Mundine
Anthony Mundine (Sydney, 21 maggio 1975) è un ex pugile e rugbista a 13 australiano, ex tre volte campione WBA dei massimileggeri, ed ex campione IBO dei pesi medi. Prima di intraprendere la carriera di pugile era un celebre giocatore di rugby in Australia dove giocava nella National Rugby League. È figlio dell'ex pugile Tony Mundine e membro della tribù aborigena dei Bundjalung.
Mundine, soprannominato sul ring The Man e Choc, ha da sempre un rapporto difficile con i mass media in generale. La sua conversione all'Islam del 1999, l'autopromozione di cui si fa portavoce e le varie dichiarazioni personali rilasciate dell'atleta nel corso degli anni, hanno creato un rapporto di amore-odio con il pubblico australiano tanto da fargli meritare il soprannome di "atleta più discusso nella storia dello sport australiano".

## Biografia

### Carriera nel rugby a 13
Nato nel 1975 in Australia a Newtown, alla periferia ovest di Sydney, da ragazzo Mundine militò nella squadra giovanile di rugby league del Hurstville United, e nel 1993, mentre frequentava la Kingsgrove High School, giocò nella nazionale giovanile australiana di rugby a 13. Lo stesso anno, Mundine, all'età di diciotto anni firmò un contratto con la squadra di professionisti degli St. George Dragons.
Nel 1997 militò nei Brisbane Broncos giocando 18 partite stagionali.
Nel 1998, fece ritorno nei Dragons. Anthony Mundine lasciò il rugby a metà della stagione 2000, dopo essere stato ispirato ad intraprendere la carriera di pugile, quando un suo amico, Abdi Osman, gli mostrò un video di Muhammad Alì. Successivamente dichiarò di aver lasciato il mondo del rugby a 13 perché troppo pieno di razzismo.

## Carriera nel pugilato
Inizialmente Mundine venne allenato dal padre, Tony Mundine, che era un buon peso medio durante gli anni settanta.
Mundine combatté il suo primo incontro di boxe nel luglio 2000 all'età di 25 anni. Dopo una breve carriera come dilettante, il primo incontro ufficiale fu contro il neozelandese Gerrard Zohs. Dopo altri soli 10 incontri, Mundine già combatté il suo primo incontro per un titolo sfidando il campione IBF supermiddleweight Sven Ottke nel gennaio 2001. Il match terminò improvvisamente dopo 10 combattute riprese quando Ottke mandò al tappeto Mundine con un colpo alla tempia. Nonostante la sconfitta, Mundine fece presto ritorno al ring, ripromettendosi di competere per il titolo del mondo.
Quando i titoli mondiali WBA e IBF dei pesi massimileggeri furono unificati da Sven Ottke, Ottke venne promosso al rango di "super" campione dalla WBA e il titolo mondiale WBA dei mediomassimi fu reso vacante. Mundine vinse il titolo con una vittoria ai punti per unanimità contro Antwun Echols il 3 settembre 2003, davanti al suo pubblico di casa al Sydney Entertainment Centre. In seguito difese con successo il titolo in una occasione, per poi perderlo contro Manny Siaca.
Mundine fallì nel cercare di riconquistare la cintura perdendo un match con Mikkel Kessler il 6 agosto 2005 svoltosi sempre a Sydney.

### Mundine VS Danny Green
La maggiore rivalità di Mundine in Australia fu quella con Danny Green.
I due pugili si incontrarono per la prima volta il 17 maggio 2006, all'Aussie Stadium di Sydney.
Il match fu uno dei più attesi nella storia della boxe australiana, eclissando il precedente record di partecipazione di 37.000 spettatori relativo al match che aveva visto contrapposti Jeff Fenech e Azumah Nelson nel 1992.  Mundine vinse ai punti per decisione unanime dopo dodici round.

### Mundine VS Geale
Il 27 maggio 2009, Mundine si scontrò con il campione dei pesi medi IBO Daniel Geale (21-0-13). Mundine vinse il match ai punti con decisione non unanime.

### Mundine VS Medley
L'11 gennaio 2010, Mundine difese il suo titolo WBA contro "Deadly" Rob Medley. Mundine e Medley avrebbero dovuto originariamente combattere per il vacante titolo IBO Light Middleweight. Mundine, dopo aver avuto una discussione con la dirigenza IBO, rifiutò di battersi, e così Medley dovette forzatamente passare alla categoria di peso superiore per non dover rinunciare al match. Mundine sconfisse Medley in 12 round senza troppi problemi. Nonostante la vittoria, Mundine non fu d'accordo con i voti a lui assegnati dai giudici a bordo ring.

### Mundine VS Wood I
L'8 dicembre 2010 Mundine si scontrò con Garth Wood. Mundine venne messo KO al quinto round da Wood. L'inaspettato epilogo del match si rivelò essere una delle sorprese maggiori nella storia del pugilato australiano.

### Mundine VS Wood II
Il 13 aprile 2011 Mundine vendicò la sua sconfitta riuscendo a battere Wood nel rematch, ai punti e per decisione unanime dei giudici di gara.

### Mundine VS Alvarez
Il 19 ottobre 2011 Mundine combatté contro l'ex campione WBA Rigoberto Alvarez per il titolo mondiale WBA Light Middleweight. Mundine si aggiudicò il match ai punti per decisione unanime.

### Mundine privato del titolo
Il prossimo avversario di Mundine avrebbe dovuto essere Austin Trout. Trout era in precedenza in fase di negoziazione con Mundine, ma quando il management di Trout pretese l'introduzione di altre clausole al contratto, il team di Mundine decise di forzare lo svolgimento del match per ottenere condizioni maggiormente favorevoli. Nel marzo 2012 Mundine rinunciò infine all'opportunità di sfidare Trout. La commissione direzionale della WBA tolse d'ufficio il titolo a Mundine nel maggio 2012 per essersi rifiutato di combattere.

### Mundine VS McKart
Il 14 luglio 2012 Mundine affrontò il detentore del titolo dei mediomassimi IBF North American, Bronco McKart. Si trattò del primo match di Mundine negli Stati Uniti, e venne lasciato intendere che egli avrebbe poi sfidato l'imbattuto campione Floyd Mayweather Jr. Mundine vinse l'incontro per KO tecnico al settimo round.

### Mundine VS Geale II
Il 30 gennaio 2013, Mundine combatté contro Daniel Geale per la seconda volta in carriera, con in palio il titolo IBF di Geale. La contesa si rivelò essere la prima nella quale due pugili australiani si combatterono l'un l'altro per la conquista del titolo mondiale IBF dei pesi medi. Il match venne descritto da Mundine come l'ultimo scoglio da superare prima di poter realizzare il suo sogno di sfidare il campione mondiale Floyd Mayweather Jr., mentre Geale voleva solo vendicare la macchia della sua unica sconfitta in carriera, avvenuta proprio per mano di Mundine nel 2009. Si trattò del maggiore evento di boxe organizzato in Australia sin da quando Mundine aveva combattuto contro Danny Green nel 2006. Mundine perse ai punti per decisione unanime (112-116, 111-117 e 111-117). Tuttavia, si rifiutò di accettare il verdetto e immediatamente dopo l'annuncio ufficiale della vittoria di Geale, Mundine e il suo entourage lasciarono l'arena.

### Mundine VS Mosley
Il 23 ottobre 2013 Mundine avrebbe dovuto affrontare Shane Mosley al Sydney Entertainment Centre, ma l'incontro venne cancellato.
Il match venne rifiutato da Moseley all'ultimo minuto. La sua richiesta per salire sul ring era stata di 1 milione di dollari. Mundine tirò fuori 300,000 dollari di tasca propria pur di disputare l'incontro, e il suo amico Jeff Fenech mise sul piatto altro mezzo milione a disposizione di Mosely al suo arrivo in Australia, ma tutto ciò non fu abbastanza. Mundine non si rassegnò e riuscì a racimolare la cifra richiesta da Mosley e l'incontro ebbe infine luogo il 27 novembre alla Allphones Arena. Il match terminò al sesto round per ritiro di Shane Mosley a causa di dolori alla schiena, dando a Mundine la vittoria per TKO.

### Mundine VS Jones
Il 29 gennaio 2014 Mundine avrebbe dovuto combattere contro Carson Jones al Brisbane Entertainment Centre. Tuttavia, Jones diede forfait causa problemi di salute, e Mundine affrontò e sconfisse al suo posto il sostituto Gunnar Jackson per verdetto unanime ai punti.

### Mundine VS Clottey
Il 9 aprile 2014 Mundine combatté contro l'ex campione dei pesi welter IBF Joshua Clottey a Newcastle e perse ai punti per decisione unanime.

### Mundine VS Rabchenko
Il 12 novembre 2014, Mundine combatté con l'allora imbattuto campione europeo Sergey Rabchenko alla Hisense Arena, di Melbourne. Mundine si aggiudicò la vittoria ai punti con verdetto 113-115, 115-113 e 116-112, diventando il primo sfidante ufficiale al titolo mondiale WBC detenuto da Floyd Mayweather Jr.
Dopo il match disputato con Rabchenko, Mundine avrebbe dovuto affrontare Austin Trout a San Antonio, Texas, il 9 maggio 2015; tuttavia egli dovette rinunciare all'incontro a causa di un infortunio, e venne sostituito da Luis Galarza.

## Carriera musicale
Mundine è apparso nel video musicale della canzone di Angry Anderson Bound For Glory del 1990. In seguito nel 2001 è apparso anche nel video musicale del brano Like a Dog del gruppo rock australiano Powderfinger. Nel 2005 partecipò al singolo di Joel Turner Knock U Out. Successivamente pubblicò il primo singolo a suo nome, la canzone Platinum Ryder con la partecipazione nel video musicale di Nathan Merritt e Amos Roberts. Lo stesso video creò alcune polemiche in quanto veniva mostrata la bandiera britannica in fiamme e una foto del primo ministro australiano John Howard. Mundine è apparso anche nel video dei Brothablack della canzone Are You With Me Out There.

## Altri media
Anthony Mundine è stato incluso come personaggio giocabile nel roster dei videogiochi Fight Night Round 4 e Fight Night Champion.